# Jenske Steenwijk
Jenske Steenwijk (Emmen, 8 november 2004) is een voetbalspeelster uit Nederland. Ze speelt als verdediger voor Borussia Dortmund in de Regionalliga West.

## Clubcarrière
Steenwijk begon met voetballen bij VV Emmen in haar geboortestad Emmen. Op veertienjarige leeftijd maakte ze de overstap naar het Duitse SV Meppen. Tussen 2018 en 2021 kwam Steenwijk 33 keer uit voor het B-jeugdteam van de club waarin ze twee keer tot scoren kwam.
In het seizoen 2021/22 werd Steenwijk doorgeschoven naar het eerste elftal van SV Meppen. Op 15 augustus 2021 maakte Steenwijk haar debuut voor het eerste elftal van SV Meppen in een 5-0 overwinning op SV Elversberg door in de 83ste minuut in te vallen voor Bianca Becker. Ook kwam ze in actie in de DFB Pokal door in de 72ste minuut in te vallen voor Toma Ihlenburg in de eerste ronde tegen 1. FC Magdeburg. Steenwijk kwam tot elf wedstrijden in haar debuutseizoen en droeg bij aan de promotie van SV Meppen naar de Bundesliga. Op 25 september 2022 maakte ze haar debuut in deze competitie in een wedstrijd tegen SG Essen-Schönebeck door in de 78ste minuut in te vallen voor Lydia Andrade. Sinds het seizoen 2022/23 stond SV Meppen onder leiding van de Nederlandse trainer Carin Bakhuis. SV Meppen eindigde dat seizoen op de elfde plaats waardoor het degradeerde naar de Tweede Bundesliga. Steenwijk was sindsdien met haar club weer actief op het tweede niveau van Duitsland. Op 21 juni 2024 verlengde Steenwijk haar contract bij SV Meppen met een jaar.
In juni 2025 tekende Steenwijk een contract bij het op een lager niveau actieve Borussia Dortmund.

## Statistieken
| Seizoen | Club      | Competitie        | Competitie | Competitie | Beker | Beker | Overig | Overig | Totaal | Totaal |
| Seizoen | Club      | Competitie        | Wed.       | Dlp.       | Wed.  | Dlp.  | Wed.   | Dlp.   | Wed.   | Dlp.   |
| ------- | --------- | ----------------- | ---------- | ---------- | ----- | ----- | ------ | ------ | ------ | ------ |
| 2021/22 | SV Meppen | Tweede Bundesliga | 11         | 0          | 0     | 0     | 0      | 0      | 11     | 0      |
| 2022/23 | SV Meppen | Bundesliga        | 14         | 0          | 1     | 0     | 0      | 0      | 15     | 0      |
| 2023/24 | SV Meppen | Tweede Bundesliga | 16         | 0          | 1     | 0     | 0      | 0      | 17     | 0      |
| 2024/25 | SV Meppen | Tweede Bundesliga | 18         | 0          | 0     | 0     | 0      | 0      | 18     | 0      |
| Totaal  | Totaal    | Totaal            | 59         | 0          | 0     | 0     | 0      | 0      | 59     | 0      |

Bijgewerkt t/m 10 juni 2025.